# Rex Sinquefield
Rex Andrew Sinquefield  (/ˈsɪŋkfiːld/; sinh 07 tháng 9 năm 1944)  là một giám đốc tài chính người Mỹ được mệnh danh là "người đi tiên phong về quỹ chỉ số". Ông hoạt động trong chính trị Missouri, hai mối quan tâm chính của ông là đẩy lùi thuế thu nhập  và cải cách giáo dục.

## Tuổi thơ và giáo dục ban đầu
Ông đã có 18 ca phẫu thuật hở hàm ếch trước năm tuổi. Cha ông mất khi anh năm tuổi. Vì sự nghèo khó của gia đình, Sinquefield và anh trai được đưa vào trại trẻ mồ côi Công giáo địa phương, Nhà Saint Vincent dành cho trẻ em ở St. Louis, Missouri. Ngôi trường được điều hành bởi các nữ tu nghiêm khắc người Đức, khiến những đứa trẻ ngủ trong ký túc xá lớn, rửa chén, dọn phòng và chà sàn nhà bằng len thép. Sinquefield nói với BBC rằng sự nghiêm khắc của trường đã dạy ông tính tự giác.
Khi họ còn là thiếu niên, Sinquefield và anh trai trở về nhà sống với mẹ. Sinquefield đã học được cách ghét thuế ở đầu gối của mẹ mình, Tạp chí Governing năm 2015 đưa tin. Trong hoàn cảnh eo hẹp, mẹ ông phẫn nộ khi phải trả thuế một phần trăm áp dụng cho thu nhập của những người làm việc hoặc sống ở St. Louis.
Sinquefield tốt nghiệp trường trung học Bishop DuBourg năm 1962. Ông học để trở thành một linh mục tại Chủng viện Giáo phận tại Đại học Hồng y Glennon ở St. Vào thời điểm đó, ông sở hữu một cổ phiếu trị giá 200 đô la. Trong chiến tranh Việt Nam, ông đã từng là một gopher cao cấp của người Hồi giáo trong quân đoàn tài chính tại Fort Riley, như ông đã kể. Làm việc với những hồ sơ tuyệt mật, Sinquefield thấy nó thật dễ dàng, nhàm chán, an toàn và lãng phí nhân lực khủng khiếp.
Sau đó, Sinquefield học kinh tế tại Đại học Saint Louis, nhưng sau đó nói rằng đó là "tất cả sự lãng phí, tào lao của Keynes ". Sau khi nhận được bằng kinh doanh từ Đại học Saint Louis, anh đã đến Đại học Chicago. Tìm hiểu về kinh tế vĩ mô từ người đoạt giải Nobel tương lai Merton Miller, người đã mô tả hiệu quả nội tại của thị trường chứng khoán và trái phiếu thế giới, Sinquefield nghĩ: Điều này phải thành sự thật. Nghiên cứu với thầy giáo Eugene Fama, người đặt ra thuật ngữ thị trường hiệu quả, Sinquefeld cảm thấy những giả định cũ của mình bị lật ngược 180 độ, sau đó bắt đầu thấy phù hợp. Sinquefield nhận bằng MBA từ Chicago.